# LXXX. Armeekorps
LXXX. Armeekorps var en tysk armékår under andra världskriget. Kåren organiserades den 27 maj 1942.

## Ardenneroffensiven

### Organisation
Armékårens organisation den 31 december 1944:
- 335. Infanterie-Division
- 36. Volksgrenadier-Division

## Befälhavare
Kårens befälhavare:
- General der artillerie Curt Gallenkamp 27 maj 1942-7 augusti 1944
- General der Infanterie Franz Beyer 7 augusti 1944-28 april 1945

Stabschef:
- Oberst Adalbert von Wellenberg 27 maj 1942-10 december 1943
- Oberst Herbert Koestlin  10 december 1943–1 april 1945